# شهرستان کرومیه‌رژیژ
ناحیهٔ کرومیریژ (به چکی: Kroměříž District) یک ناحیه در جمهوری چک است که در منطقه زلین واقع شده‌است. ناحیهٔ کرومیریژ ۷۹۵٫۶۷ کیلومتر مربع مساحت و ۱۰۷٬۳۲۰ نفر جمعیت دارد.